# پتکو سیراکوف
پتکو سیراکوف (بلغاری: Петко Сираков؛ ۱۶ فوریهٔ ۱۹۲۹ – ۸ آوریل ۱۹۹۶) کشتی‌گیر اهل بلغارستان بود.